# Basilius Besler

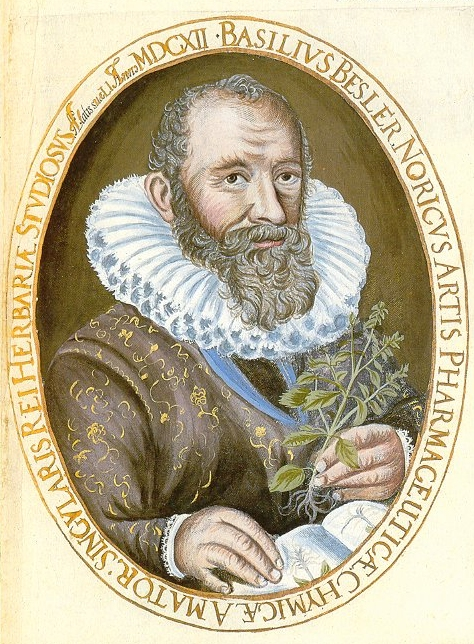
Portretul lui Basilius Besler, cca. 1613

Basilius (sau Basil) Besler (n. 13 februarie 1561, Nürnberg - d. 13 martie 1629, Nürnberg) a fost un medic, botanist și editor german.
A fost fiul lui Michael Besler. S-a căsătorit la 31 ianuarie 1586 cu Rosine Flock, mai târziu la 1 decembrie 1596 cu Susanne Schmidt, având 16 copii din cele două căznicii. A avut o farmacie numită Zum Marienbild (La tabloul Fecioarei Maria) la Nürnberg din 1589 până în 1629, oraș în care a fondat de asemenea o grădină botanică și un cabinet de curiozități. În  1597, principele-episcop de Eichstätt, Ioan Conrad de Gemmingen, i-a cerut lui Besler să-i amenajeze o grădină botanică pe terenul cetății Willibaldsburg. Grădina proiectată de Besler, a avut o suprafață de un hectar dispusă pe opt terase și a devenit repede celebră.
Mai mulți botaniști au participat la realizarea acestei grădini: Charles de l'Écluse (1525-1609), care construise deja o grădină botanică la Viena, Joachim Camerarius cel Tânăr (1534-1598) și Ludwig Jungermann (1572-1653).
Basilius a publicat un catalog al grădinii sale numit Hortus Eystettensis în 1613 la  Eichstätt și Nürnberg, carte care descrie 1 084 specii de plante, conține 367 gravuri pe cupru pe un total de 850 pagini. Redactarea părții proeminent botanice a cărții a fost făcută de Ludwig Jungermann, însă gravurile au fost executate de șase gravori diferiți dintre care cel mai important a fost Wolfgang Kilian.